# Baniyas (site archéologique)
Pour les articles homonymes, voir Banias et Césarée.
Baniyas, Banias ou Panéas est un site archéologique qui s'est appelé Césarée de Philippe pendant la période romaine. Le site est situé sur le mont Hermon à la source de la rivière Baniyas, près d'une des sources du Jourdain. Il a donné son nom à la seigneurie de Banias un des fiefs du royaume de Jérusalem pendant les croisades. Le site est à l'est de la frontière internationale entre Israël et la Syrie dans le territoire occupé par Israël dans le Golan depuis 1967.

## Histoire
Le site a été un lieu de culte du dieu Pan d'où son nom grec Panion latinisé ensuite en Paneas ou Panias. L'alphabet arabe n'ayant pas de lettre P le nom est arabisé en Baniyas. Une caverne au nord du site s'appelle la « grotte de Pan ». Un temple dédié au dieu Pan se trouve proche de l'entrée de la grotte.

### Période hellénistique
Au IIIe siècle av. J.-C., les Lagides fondent Panion pour faire concurrence au centre religieux sémitique de Dan à seulement 4 km à l’ouest. En 200 av. J.-C., le roi séleucide Antiochos III bat l'armée ptolémaïque à la bataille de Panion et s'empare de Panion (Baniyas).
À la fin de cette période, la région fait partie du royaume des Ituréens.

### Période romaine

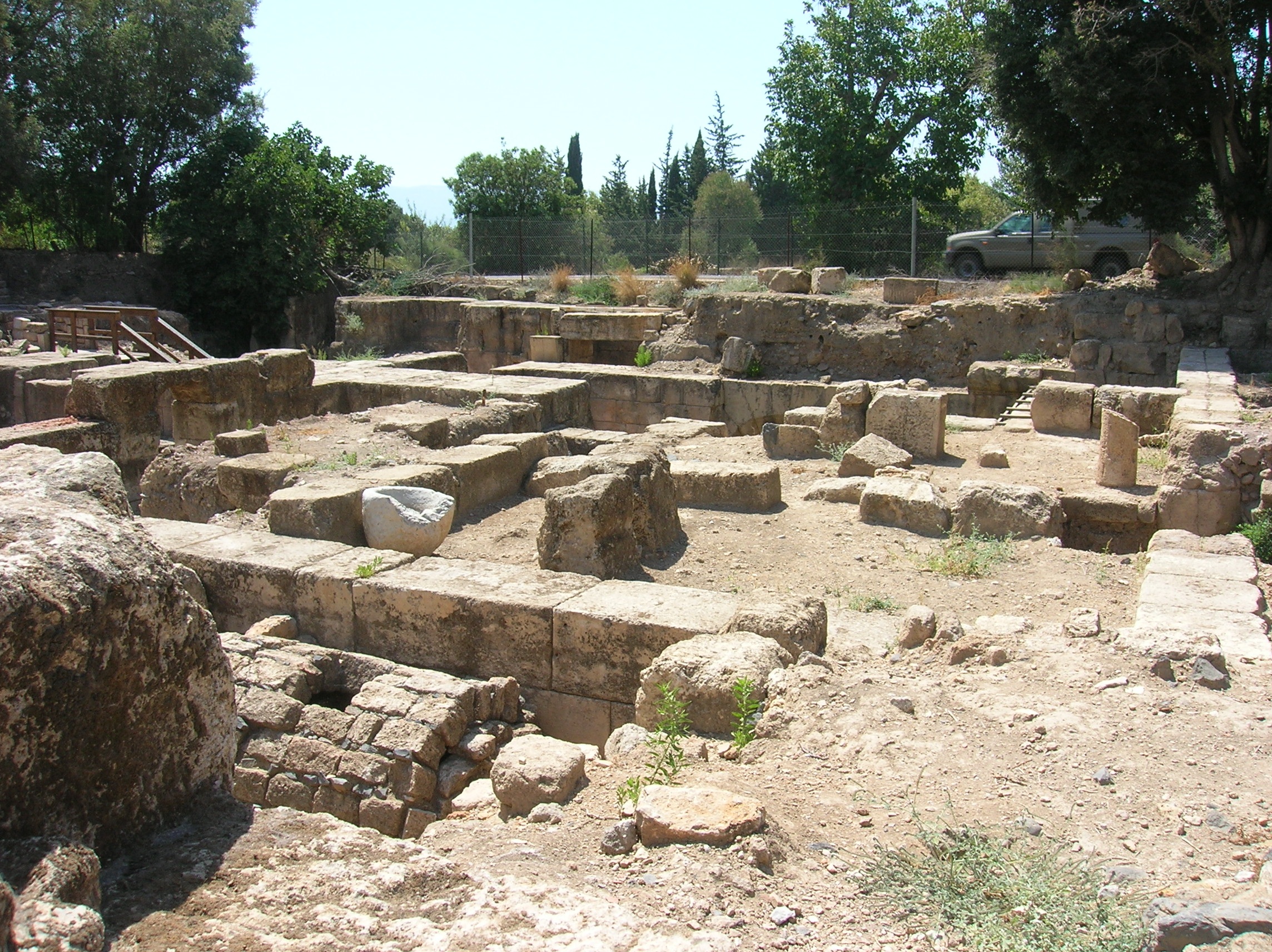
Le palais d'Hérode Agrippa II

En 20 av. J.-C., le roi ituréen Zénodore meurt sans héritier. Auguste donne à Hérode le Grand les territoires de Zénodore. Les Nabatéens sont particulièrement furieux car Zénodore leur a vendu son territoire avant sa mort : ils perdent le territoire et l’argent qu’ils avaient versé. Hérode fait construire un temple à la gloire d’Auguste à Panias.
En 4 av. J.-C., à la mort d'Hérode le Grand, sur l’ordre d’Auguste, son royaume est divisé entre ses fils. Archélaos reçoit la Judée avec le titre d'ethnarque ; Hérode Antipas reçoit la Galilée et Philippe la Transjordanie et quelques parties du domaine de Zénodore aux environs de Panias.
En 2 av. J.-C., le roi Hérode Philippe II transforme Baniyas en une cité magnifique qu’il nomma Kaisareia en l'honneur de César Auguste. La cité finit par être appelée Caesarea Philippi afin de la distinguer de Césarée, cité du littoral. Le Nouveau Testament la nomme ainsi. Elle devient la capitale de son royaume qui s'étend au-delà du Golan et du Hauran. C'est ici, à Césarée de Philippe, que l'apôtre Pierre reconnaît en Jésus de Nazareth le Christ, le Fils de Dieu fait homme (cf. Matthieu 16,13-19). Des sources de l'époque mentionnent la ville également sous le nom de Caesarea Panias
Hérode Agrippa II reconstruit la ville en 61 et l'appelle Neronias Caesarea Sebaste,. Il y fait construire un théâtre.
Au printemps 65 (ou 66), Césarée est le théâtre d'affrontements entre Grecs et Juifs à la suite desquels la communauté juive s'enfuit de la ville.
En 70, Titus, après avoir détruit Jérusalem, séjourne à Césarée de Philippe, « où il donne des spectacles divers. Beaucoup de prisonniers périssent alors, les uns jetés aux bêtes féroces, les autres forcés à lutter par nombreuses troupes, comme des ennemis, les uns contre les autres ».
Un temple à Zeus est édifié, aux environs de l'an 100, pendant le règne de Trajan.

### Période byzantine
Jusqu’à l’arrivée des musulmans, la ville devient un centre chrétien. Le culte de Pan est abandonné et le site perd de son importance. Le palais d’Agrippa II est transformé en bain public. La ville devient un évêché.

### Période musulmane
Au moment de la conquête musulmane le site reprend de l’importance par l’afflux des nouveaux venus. Son nom devient alors Baniyas.
Pendant les croisades, cette région devient la frontière entre les royaumes croisés et la Syrie musulmane.
La seigneurie Baniyas est donné par les Assassins à Baudouin II en 1128. Elle passe ensuite par mariage à Onfroy II de Toron, qui  en donne la moitié en 1157 à l'ordre des Hospitaliers.
Le roi de Jérusalem Amaury Ier décide de mener une offensive contre l’Égypte en 1163, prétextant que les Fatimides ne payaient plus la capitation qu’ils lui doivent. Sa campagne échoue et il doit se retirer. Cette initiative provoque des craintes chez Nûreddîn, l'émir d'Alep qui se résout alors à mener des campagnes contre les croisés en Syrie et en Palestine afin de les détourner d'Égypte.
Nûreddîn fait la conquête de Baniyas en 1164 et fait prisonnier Josselin III d'Édesse. Josselin reste en captivité jusqu'en 1176, il reprend alors une partie de ses domaines.

## Site
Les fouilles commencent après l’occupation du Golan par Israël en 1967. On retrouve sur le site des vestiges des différentes époques.
Un peu au-dessus de la grotte de Pan, il y a un petit mausolée druze dédié à Weli Sheikh Khader.